# Middle-earth: Shadow of Mordor
Middle Earth: Shadow of Mordor är ett actionrollspel utvecklat av Monolith Productions och gavs ut av Warner Bros. Interactive Entertainment. Spelet, som utspelar sig i händelserna mellan Hobbit och Sagan om ringen, gavs ut den 30 september 2014 till Microsoft Windows, Playstation 3, Playstation 4, Xbox 360 och Xbox One.

## Rollista
- Troy Baker - Talion
- Alastair Duncan - Celebrimbor
- Liam O'Brien - Gollum
- Nolan North - The Black Hand of Sauron / Nemesis Orcs
- Steve Blum - Sauron / Nemesis Orcs
- Laura Bailey - Ioreth
- Jack Quaid - Dirhael
- Jennifer Hale - Galadriel
- Dwight Schultz - Hallas / Nemesis Orc
- Phil LaMarr - Ratbag
- Roger Jackson - Saruman
- JB Blanc - Tower of Sauron / Thuggish Orc
- Adam Croasdell - Torvin
- Travis Willingham - Hirgon / Nemesis Orcs
- Emily O'Brien - Eryn
- Fred Tatasciore - Nemesis Orcs
- Michael Gough - Nemesis Orcs
- Bob Joles - Orcs